# Șicovăț, Ungheni
Șicovăț este un sat din componența comunei Morenii Noi din raionul Ungheni, Republica Moldova.